# Calycidoris
Calycidoris is een geslacht van weekdieren uit de klasse van de Gastropoda (slakken).

## Soort
- Calycidoris guentheri Abraham, 1876